# 데바르시

데바르 시의 위치

데바르시(마케도니아어: Општина Радовиш)는 마케도니아 공화국 서부에 위치한 지방 자치체로 행정 중심지는 데바르이며 면적은 145.67km2, 인구는 19,542명(2002년 기준)이다. 북동쪽으로는 마브로보 로스투샤 시, 남동쪽으로는 키체보 시, 남쪽으로는 첸타르주파 시와 접하며 서쪽으로는 알바니아와 국경을 접한다.